# Giacomo Barzellotti (medico)
Giacomo Barzellotti (Piancastagnaio, 11 novembre 1768 – Pisa, 9 novembre 1839) è stato un medico italiano, considerato il caposcuola della medicina legale italiana.

## Biografia
Allievo dell'anatomista Paolo Mascagni all'università di Siena, dopo la laurea in medicina (1792), esercitò la professione di medico fino al 1800, anno in cui ottenne la cattedra di istituzioni chirurgiche a Siena. Nel 1810 divenne professore di medicina legale all'università di Pisa.
Si interessò inoltre di malattie infettive, soprattutto della loro prevenzione, di medicina sociale e di storia della medicina (attribuì ad Andrea Cesalpino la scoperta della circolazione del sangue). Assieme con Andrea Vaccà Berlinghieri e a Giovanni Rossini si adoperò, inoltre, per la pubblicazione di 44 tavole anatomiche di Paolo Mascagni.

## Opere (selezione)
- Esame di alcune moderne teorie intorno alla causa prossima della contrazione muscolare di Giacomo Barzellotti, Siena: dai torchj Pazzini Carli, 1796
- Parere intorno alla malattia che ha dominato maggiormente in Livorno nei mesi di Settembre, Ottobre, e Novembre del 1804 del dott. Giacomo Barzellotti ... e lettera seconda relativa alla malattia febbrile manifestatasi in Livorno l'anno 1804, scritta dal sig. d. Luigi Targioni, Livorno, 1804
- Polizia di sanità per evitare i contagj, e distruggerli conservare la vita, la salute, e gl'interessi dei popoli e delle nazioni di Giacomo Barzellotti, Siena: Nella stamperia di Onorato Porri, 1806
- Medicina legale secondo lo spirito delle leggi civili e penali veglianti nei governi d'Italia del dottore Giacomo Barzellotti, 2 voll., Pisa: presso Ranieri Prosperi, 1818
- Il parroco istruito nella medicina per utilità spirituale e temporale dei suoi popolani. Dialoghi del dottor Giacomo Barzellotti; II edizione milanese, Milano: Stella, 1828
- Dialogo sulla scoperta della circolazione del sangue nel corpo umano, Pisa: Ranieri Prosperi, 1831
- Avvisi agli stranieri che amano di viaggiare in Italia o dimorarvi per conservare o recuperare la salute, Firenze: V. Batelli e figli, 1838
- Della influenza della povertà sulle malattie epidemiche e contagiose come di queste su quella dell'importanza di migliorare le condizioni igieniche dei poveri, Pisa: Ranieri Prosperi, 1839